# Epitonium columbianum
Epitonium columbianum är en snäckart som beskrevs av Dall 1917. Epitonium columbianum ingår i släktet Epitonium och familjen vindeltrappsnäckor. Inga underarter finns listade i Catalogue of Life.